# Johannes Niehoff-Panagiotidis
Johannes Niehoff-Panagiotidis (* 4. Mai 1963 in Recklinghausen) ist ein deutscher Byzantinist.
Niehoff wurde 1994 mit der Dissertation Koine und Diglossie promoviert und war anschließend (bis 2000) wissenschaftlicher Assistent bei dem Sprachwissenschaftler und Romanisten Wolfgang Raible an der Universität Freiburg. Er habilitierte sich 1998 an der Freien Universität Berlin für das Fach Byzantinische und neugriechische Philologie. 2004 war er Associate Professor am Department of Medieval Studies an der Central European University in Budapest. 2007 folgte er einem Ruf auf den Lehrstuhl für Byzantinistik an die Freie Universität Berlin (als Nachfolger von Diether Roderich Reinsch).

## Schriften
- Koine und Diglossie. Harrassowitz, Wiesbaden 1994, ISBN 3-447-03500-5 (Online-Vorschau).
- Übersetzung und Rezeption. Die byzantinisch-neugriechischen und spanischen Adaptionen von Kalīla wa-Dimna (= Serta Graeca. Band 18). Reichert, Wiesbaden 2003, ISBN 3-89500-270-4.